# Cosmogony
Cosmogony è una canzone della cantautrice islandese Björk, estratta come secondo singolo dall'album Biophilia. Il testo della canzone è stato scritto in collaborazione con il poeta islandese Sjón, che già in passato aveva co-scritto diversi brani della cantautrice. La sua pubblicazione non è stata accompagnata dalla realizzazione di nessun video musicale.

## Descrizione
Cosmogony è una canzone calda e tranquilla, che segna il legame tra il progetto precedente di Björk, Volta, e Biophilia, con un forte utilizzo di ottoni, ma in un modo molto più intimo e morbido. Il testo di Cosmogony, a differenza del resto delle canzoni dell'album, focalizzate su fenomeni naturali e scoperte scientifiche, ha un approccio più filosofico, prendendo in considerazione diversi miti sulla creazione dell'universo. Björk ha descritto la canzone come una specie di scherzo, in cui si espone la teoria del Big Bang alla stregua di un mito della Creazione moderno.
In occasione del Björk Orkestral, serie di concerti del 2021 in cui ha celebrato la sua carriera, Björk ha affermato sulla canzone:

## L'app
Come ogni traccia di Biophilia, Cosmogony può essere acquistata online anche sotto forma di app per iPhone o iPad. Cosmogony è l'"app madre" che consiste nel menù principale, attraverso cui si accede alle altre app di Biophilia. Tale menù è una rappresentazione 3D di una costellazione realizzata dagli M/M Paris. Esplorando la costellazione, è possibile selezionare le altre app, ognuna delle quali corrisponde a una stella.

## Tracce
Cosmogony digital download
1. Cosmogony (Șerban Ghenea Mix) – 4:49

The Crystalline Series – Șerban Ghenea Mixes CD/LP/digital download
1. Crystalline (Șerban Ghenea Mix) – 5:06
2. Cosmogony (Șerban Ghenea Mix) – 4:49

The Crystalline Series – Omar Souleyman Versions CD/LP/digital download
1. Crystalline (Omar Souleyman Remix) – 6:41
2. Thunderbolt (Omar Souleyman Remix) – 7:24
3. Mawal (Eseguita da Omar Souleyman) – 3:46

The Crystalline Series – Crystalline Matthew Herbert Mixes CD/LP/digital download
1. Crystalline (Matthew Herbert Mix) – 5:17
2. Crystalline (Matthew Herbert Instrumental) – 5:15

The Crystalline Series – Cosmogony Matthew Herbert Mixes CD/LP/digital download
1. Cosmogony (Matthew Herbert Mix 1) – 5:03
2. Cosmogony (Matthew Herbert Mix 2) – 4:17
3. Cosmogony (Matthew Herbert Instrumental 1) – 5:05
4. Cosmogony (Matthew Herbert Instrumental 2) – 4:15

Cosmogony (feat. The Hamrahlíð Choir) – LP/digital download
1. Cosmogony (Björk) – 5:00
2. Cosmogony (The Hamrahlíð Choir, Þorgerður Ingólfsdóttir) – 3:57

## Classifiche
| Classifica (2011) | Posizione massima |
| ----------------- | ----------------- |
| Regno Unito       | 31                |
| Stati Uniti       | 44                |

## Date di pubblicazione
| Paese | Singolo                           | Date di pubblicazione | Formato                   | Etichetta              |
| ----- | --------------------------------- | --------------------- | ------------------------- | ---------------------- |
| Mondo | Cosmogony                         | 19 luglio 2011        | Download digitale         | One Little Independent |
| Mondo | Serban Ghenea Mixes               | 19 luglio 2011        | CD, LP, download digitale | One Little Independent |
| Mondo | Omar Souleyman Versions           | 26 luglio 2011        | CD, LP, download digitale | One Little Independent |
| Mondo | Crystalline Matthew Herbert Mixes | 2 agosto 2011         | CD, LP, download digitale | One Little Independent |
| Mondo | Cosmogony Matthew Herbert Mixes   | 2 agosto 2011         | CD, LP, download digitale | One Little Independent |
| Mondo | Cosmogony (Hamrahlíð Choir)       | 6 novembre 2020       | Download digitale         | One Little Independent |
| Mondo | Cosmogony (Hamrahlíð Choir)       | 17 luglio 2021        | LP                        | One Little Independent |